# Coppa Svizzera 1981-1982
La Coppa Svizzera 1981-1982 è stata la 57ª edizione della manifestazione calcistica. È iniziata il 2 agosto 1981 e si è conclusa il 31 maggio 1982. Questa edizione della coppa vide la vittoria finale del Sion.

## Squadre partecipanti
| Lega Nazionale A | Lega Nazionale B | Prima Lega Gruppo 1 | Prima Lega Gruppo 2 | Prima Lega Gruppo 3 | Prima Lega Gruppo 4 |
| ---------------- | ---------------- | ------------------- | ------------------- | ------------------- | ------------------- |

### 1º Turno Eliminatorio
Partecipano le squadre di Prima, Seconda e Terza Lega.
| Squadra 1         | Risultato | Squadra 2 |
| ----------------- | --------- | --------- |
| 1 e 2 agosto 1981 |           |           |

### 2º Turno Eliminatorio
Entrano in lizza le squadre di Lega Nazionale B.
| Squadra 1                                                  | Risultato      | Squadra 2          |
| ---------------------------------------------------------- | -------------- | ------------------ |
| 8 e 9 agosto 1981                                          |                |                    |
| Squadre di Lega Nazionale B contro squadre di Prima Lega   |                |                    |
| Estavayer-le-Lac                                           | 2 - 1          | Friburgo           |
| Étoile Carouge                                             | 1 - 2(d.t.s.)  | Monthey            |
| Rüti                                                       | 1 - 2          | Winterthur         |
| Suhr                                                       | 1 - 4          | Berna              |
| Uzwil                                                      | 1 - 2          | Locarno            |
| Vaduz                                                      | 2 - 4          | Lugano             |
| Squadre di Lega Nazionale B contro squadre di Seconda Lega |                |                    |
| Affoltern                                                  | 1 - 4          | Mendrisio          |
| Balerna                                                    | 2 - 2(4-2 dcr) | Frauenfeld         |
| Breite Basilea                                             | 1 - 2          | Bienne             |
| Dietikon                                                   | 1 - 0          | Altstätten         |
| Le Locle-Sports                                            | 0 - 6          | Chênois            |
| Lengnau                                                    | 0 - 4          | Ibach              |
| Lutry                                                      | 1 - 3(d.t.s.)  | Aurore Bienne      |
| Münchenstein                                               | 0 - 2          | Wettingen          |
| Pratteln                                                   | 2 - 6          | Grenchen           |
| Unistars 77 Aigle                                          | 0 - 8          | La Chaux-de-Fonds  |
| Squadre di Prima Lega contro squadre di Prima Lega         |                |                    |
| Breitenbach                                                | 1 - 1(4-2 dcr) | Buchs              |
| Leytron                                                    | 4 - 1          | Stade Lausanne     |
| Giubiasco                                                  | 2 - 3(d.t.s.)  | Sciaffusa          |
| Martigny                                                   | 1 - 1(2-4 dcr) | Stade Nyonnais     |
| Soletta                                                    | 3 - 2          | Emmenbrücke        |
| Yverdon                                                    | 2 - 0          | Superga            |
| Squadre di Prima Lega contro squadre di Seconda Lega       |                |                    |
| Aarberg                                                    | 0 - 1          | Baden              |
| Allschwil                                                  | 1 - 3          | Muri               |
| Altdorf                                                    | 1 - 0          | Kriens             |
| Bremgarten                                                 | 1 - 0          | Old Boys Basilea   |
| Brugg                                                      | 0 - 2(d.t.s.)  | Young Fellows      |
| Delémont                                                   | 3 - 1          | Lerchenfeld        |
| Düdingen                                                   | 0 - 4          | Onex               |
| La Tour-de-Peilz                                           | 5 - 0          | Conthey            |
| Malley                                                     | 3 - 1          | Bagnes             |
| Moutier                                                    | 0 - 1          | Burgdorf           |
| Savièse                                                    | 0 - 3          | Boudry             |
| Sursee                                                     | 3 - 1          | Zwingen            |
| Turicum                                                    | 3 - 1          | Bonaduz            |
| Squadre di Prima Lega contro squadre di Terza Lega         |                |                    |
| Balzers                                                    | 3 - 1          | Wollerau           |
| Buochs                                                     | 2 - 0          | Härkingen          |
| Gland                                                      | 4 - 3          | Saint-Barthélémy   |
| Gossau                                                     | 1 - 3(d.t.s.)  | Glarus             |
| SC Zugo                                                    | 3 - 1          | Ueberstorf         |
| Squadre di Seconda Lega contro squadre di Seconda Lega     |                |                    |
| Altstetten                                                 | 0 - 2          | Amriswil           |
| Collex-Bossy                                               | 0 - 1          | Meyrin             |
| Langenthal                                                 | 2 - 1          | Ostermundigen      |
| Morbio                                                     | 2 - 3          | Embrach            |
| Siviriez                                                   | 1 - 0          | Romontois          |
| Thun                                                       | 8 - 1          | Lyss               |
| Wil                                                        | 0 - 2          | Einsielden         |
| Töss                                                       | (Sospesa)      | Unterstrass Zurigo |
| 16 agosto 1981                                             |                |                    |
| Töss                                                       | 3 - 2          | Unterstrass Zurigo |

### Trentaseiesimi di Finale
Entrano in lizza le 14 squadre di Lega Nazionale A.
| Squadra 1         | Risultato      | Squadra 2       |
| ----------------- | -------------- | --------------- |
| 26 settembre 1981 |                |                 |
| Balerna           | 0 - 4          | Winterthur      |
| Berna             | 2 - 1          | Grenchen        |
| Bienne            | 2 - 3          | Neuchâtel Xamax |
| Boudry            | 1 - 2          | Aurore Bienne   |
| Chênois           | 5 - 0          | Siviriez        |
| Dietikon          | 0 - 5          | San Gallo       |
| Einsielden        | 0 - 9          | Bellinzona      |
| Glarus            | 0 - 5          | Zurigo          |
| Locarno           | 3 - 1(d.t.s.)  | Lugano          |
| Malley            | 1 - 7          | Losanna         |
| Stade Nyonnais    | 0 - 3          | Servette        |
| Sursee            | 1 - 9          | Basilea         |
| Wettingen         | 5 - 5(5-4 dcr) | Ibach           |
| Young Fellows     | 0 - 8          | Grasshoppers    |
| SC Zugo           | 2 - 6(d.t.s.)  | Nordstern       |
| 27 settembre 1981 |                |                 |
| Altdorf           | 4 - 3          | Bremgarten      |
| Balzers           | 1 - 1(2-4 dcr) | Mendrisio       |
| Breitenbach       | 0 - 1          | Baden           |
| Burgdorf          | 0 - 1          | Lucerna         |
| Delémont          | 4 - 1          | Buochs          |
| Embrach           | 1 - 2          | Amriswil        |
| Estavayer-le-Lac  | 0 - 3          | Vevey           |
| Gland             | 1 - 4          | Bulle           |
| La Chaux-de-Fonds | 3 - 1          | Onex            |
| La Tour-de-Peilz  | 1 - 1(4-3 dcr) | Meyrin          |
| Leytron           | 3 - 1          | Yverdon         |
| Monthey           | 0 - 1          | Sion            |
| Muri              | 1 - 4          | Aarau           |
| Sciaffusa         | 4 - 1          | Turicum         |
| Soletta           | 3 - 2          | Langenthal      |
| Thun              | 0 - 3          | Young Boys      |
| Töss              | 2 - 3          | Chiasso         |

### Sedicesimi di Finale
| Squadra 1         | Risultato      | Squadra 2     |
| ----------------- | -------------- | ------------- |
| 30 ottobre 1981   |                |               |
| Neuchâtel Xamax   | 8 - 1          | Aurore Bienne |
| 31 ottobre 1981   |                |               |
| Altdorf           | 0 - 8          | Grasshoppers  |
| Bellinzona        | 0 - 1          | Basilea       |
| Bulle             | 3 - 1          | Leytron       |
| La Chaux-de-Fonds | 1 - 2          | Losanna       |
| Young Boys        | 2 - 2(5-4 dcr) | Vevey         |
| 1 novembre 1982   |                |               |
| Aarau             | 5 - 0          | Berna         |
| Amriswil          | 2 - 3          | Nordstern     |
| La Tour-de-Peilz  | 1 - 2          | Delémont      |
| Locarno           | 3 - 1          | San Gallo     |
| Lucerna           | 6 - 1          | Zurigo        |
| Sciaffusa         | 1 - 1(2-4 dcr) | Baden         |
| Sion              | 3 - 2(d.t.s.)  | Servette      |
| Soletta           | 1 - 5          | Chênois       |
| Wettingen         | 4 - 0(d.t.s.)  | Mendrisio     |
| Winterthur        | 4 - 3(d.t.s.)  | Chiasso       |

### Ottavi di Finale
| Squadra 1       | Risultato     | Squadra 2  |
| --------------- | ------------- | ---------- |
| 20 marzo 1982   |               |            |
| Aarau           | 2 - 3         | Basilea    |
| Delémont        | 1 - 0         | Baden      |
| Grasshoppers    | 1 - 0         | Bulle      |
| Losanna         | 3 - 2         | Lucerna    |
| Neuchâtel Xamax | 1 - 0         | Nordstern  |
| Sion            | 3 - 1         | Winterthur |
| Wettingen       | 2 - 1(d.t.s.) | Locarno    |
| 23 marzo 1982   |               |            |
| Young Boys      | 1 - 0         | Chênois    |

### Quarti di Finale
| Squadra 1                  | Risultato      | Squadra 2    |
| -------------------------- | -------------- | ------------ |
| 12 aprile 1982             |                |              |
| Basilea                    | 2 - 1          | Losanna      |
| Sion                       | 2 - 0          | Wettingen    |
| Neuchâtel Xamax            | 0 - 1          | Delémont     |
| Grasshoppers               | 1 - 1(d.t.s.)  | Young Boys   |
| 20 april 1982(Ripetizione) |                |              |
| Young Boys                 | 1 - 1(5-4 dcr) | Grasshoppers |

### Semifinali
| Squadra 1     | Risultato | Squadra 2  |
| ------------- | --------- | ---------- |
| 4 maggio 1982 |           |            |
| Basilea       | 3 - 0     | Delémont   |
| Sion          | 2 - 0     | Young Boys |

### Finale
| Arbitro: | Jean-Marie Macheret (Rueyres-Saint-Laurent) |

| |            | |
| Balet 21’                                                                                            | Marcatori  | |
| Pittier Richard Karlen Balet Valentini (73' Fournier) Černický López Luisier Bregy Brigger Cucinotta | Formazioni | Küng Stohler Geisser Maradan Lüthi (68' Ceccaroni) Duvernois (68' Hasler) von Wartburg Jeitziner Demarmels Sutter Maissen |
| Donzé                                                                                                | Allenatori | Benthaus |